# Lepechinia meyenii
Lepechinia meyenii là một loài thực vật có hoa trong họ Hoa môi. Loài này được (Walp.) Epling mô tả khoa học đầu tiên năm 1935.